# Лоцманская проводка судов
Лоцманская проводка судов — управление судами согласно правилам лоцманского обслуживания в местах, где для безопасности требуется хорошее знание местных условий.

## История
Для безопасной проводки судов и плотов (плавсредств), то есть для их прохода в опасных и узких местах на водах требуется знать положения берегов, глубин, мелей, течений и прочего, в том или ином районе морей, озёр, рек и так далее.
Письменные упоминания о проводке судов лоцманами относятся ко II веку н. э. Первые официальные лоцманские проводки на территории России относятся к XVII веку: в 1653 году по царскому указу рыбаку из Архангельска Ивану Котцову была выдана грамота, разрешившая ему проводку судов по Белому морю и Северной Двине.
В Союзе ССР проводка судов на подходах к морским портам относилась к службе морских лоцманов.

## Типы
Различают три типа проводки, применяемые в зависимости от местных условий, а также национальности, груза и состояния судна:
- во время добровольной (необязательной) проводки лоцман даёт советы капитану судна по вопросам навигации, знакомит капитана с обстановкой в районе проводки и планом маршрута;
- во время обязательной проводки лоцман, в дополнение к роли советчика, осуществляет надзор за действиями команды, а иногда и контролирует выполнение местного законодательства;
- во время принудительной проводки указания лоцмана обязательны к выполнению, по сути он управляет судном вместе с капитаном.

Во время проводки ответственность за судно остаётся на капитане; если он считает, что действия лоцмана ошибочны, он может взять управление на себя (в случае обязательной проводки — потребовать от лоцманской службы заменить лоцмана).
При проводке оформляется лоцманская квитанция, описывающее судно, место и время приёма лоцмана.